# Charlie McCarthy

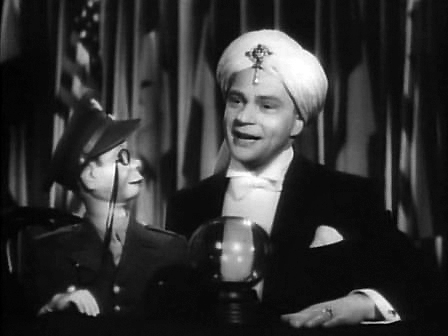
Actuación de Edgar Bergen con el muñeco Charlie McCarthy.

Charlie McCarthy es el nombre de un famoso muñeco o títere que el ventrílocuo Edgar Bergen utilizaba para realizar sus actos. El muñeco siempre estaba vestido de traje y llevaba un monóculo. El muñeco y Edgar Bergen fueron muy cuestionados y criticados, ya que siempre lanzaba frases mordaces contra todo tipo de personajes.
Hoy el muñeco está expuesto en un museo del  Instituto Smithsoniano como pieza histórica. Más tarde se realizaron dos copias más del mismo, una de ellas está expuesta en el museo virtual Museum of Broadcast Communications, y la otra la compró el famoso mago David Copperfield por 110.000 dólares estadounidenses.